# Vũ Văn Dũng
Vũ Văn Dũng hay Võ Văn Dũng (chữ Hán: 武文勇) (1750 - 1802), là một danh tướng của nhà Tây Sơn, đứng đầu trong Tây Sơn thất hổ tướng. Ông là người được vua Quang Trung cử đi sứ vào những thời điểm quan trọng nhất; ông cũng là một trong những tướng lĩnh trung thành cuối cùng đã chiến đấu để bảo vệ sự tồn tại của vương triều Tây Sơn trong lịch sử Việt Nam.

## Cuộc đời và sự nghiệp

### Về với Tây Sơn
Vũ Văn Dũng (武文勇) là một tướng dưới quyền của Phạm Ngô Cầu (quận Tạo). Khi Phạm Ngô Cầu cử ông đi thuyết phục Nguyễn Hữu Chỉnh quay về với triều Lê-Trịnh, ông đã có cảm tình với nhà Tây Sơn. Việc này được sách Lê quý kỷ sự chép như sau:
Dũng, người Hải Dương, ngày trước theo đại tướng quận Tạo (Phạm Ngô Cầu) vào lưu thú ở Thuận Hóa. Quận Tạo sai Dũng đi Quy Nhơn để dụ Nguyễn Hữu Chỉnh quay về cố quốc, nhưng Dũng lại đi tiết lộ tình hình quân sự với giặc. Việc bị phát giác. Dũng bị quận Tạo bỏ tù. Khi thành Phú Xuân bị đánh phá, Huệ trả Dũng ra khỏi nhà lao, dùng làm Chiêu viễn đại tướng quân.
Khi Nguyễn Huệ tiến quân ra Bắc lần thứ nhất, Nguyễn Hữu Chỉnh và Vũ Văn Dũng là những người giúp việc đắc lực nhất. Khi Nguyễn Huệ kéo quân về Nam, ông để Vũ Văn Dũng ở lại giữ Hà Tĩnh. Việc này được Lê quý kỷ sự chép: "Huệ sai Dũng ở lại Bố Chính ngoại châu, trưng mộ quân lính trong châu, đóng đồn ở Thổ Ngõa. Còn Huệ kéo hết quân qua La Hà về Nam".
Khi Nguyễn Huệ cử Vũ Văn Nhậm tiến quân chiếm giữ Nghệ An, Vũ Văn Dũng đặt dưới quyền chỉ huy của Vũ Văn Nhậm. Khi Vũ Văn Nhậm chiếm được Thăng Long, Nhậm cử Vũ Văn Dũng kéo quân về quê bình định xứ Hải Dương. Lúc này Quỳnh Ngọc (tướng Tây Sơn, chưa rõ tên) đang bị Hoàng Viết Tuyển đánh ở Vị Hoàng. Nhậm sai Dũng "Kéo quân từ Hải Dương, vượt qua sông, lấy hết các đất Thái Bình và Tiên Hưng"  để hỗ trợ cho Quỳnh Ngọc ở Vị-hoàng.
Lần thứ hai Nguyễn Huệ ra Bắc, Nguyễn Huệ giết Vũ Văn Nhậm. Trước khi về Nam, Nguyễn Huệ phong Vũ Văn Dũng làm trấn thủ trấn Hải Dương.
Khi đánh quân Thanh năm 1789, Vũ Văn Dũng là Đô đốc Hám hổ hầu đốc xuất hậu quân, làm đốc chiến.

### Đi sứ nhà Thanh

#### Lần thứ nhất
Nguyễn Huệ cử Vũ Văn Dũng đi sứ nhà Thanh vào ngày 18 tháng giêng năm Kỷ Dậu. Đây là lần đi sứ rất hệ trọng, có nhiệm vụ giảng hòa với nhà Thanh. Nhưng tờ biểu vua Quang Trung viết tuy một mặt vẫn xưng thần, nhưng mặt khác lại tỏ ra ngạo nghễ, không chịu khuất phục:
... Nay quân đội cốt ở chỗ đoàn kết một lòng, không cốt ở chỗ đông, binh lính quý ở chỗ tinh nhuệ không quý ở chỗ nhiều. Kẻ khéo thắng ở chỗ vô cùng mềm dẻo, chứ không phải ỷ mạnh lấn yếu, lấy đông hiếp ít đâu... Nếu tình hình trên không được bày tỏ, Thiên triều không khoan dung, muốn động binh chinh chiến thì nước nhỏ không được thờ nước lớn, tôi cũng đành nhờ trời mà thôi...
Thế mà Vũ Văn Dũng đã hoàn thành sứ mệnh giảng hòa, ngăn được 50 vạn quân Thanh sắp sang đánh Đại Việt, mở ra một thời kỳ giao thiệp hòa bình.

#### Lần thứ hai
Khi vua Quang Trung trù tính việc đòi lại những phần đất biên giới mà các thổ quan nhà Thanh chiếm của Đại Việt thời kỳ nghĩa quân Hoàng Công Chất, Hoàng Công Toản (năm 1769).
Để thăm dò thái độ vua Càn Long, không những vua Quang Trung hỏi con gái vua Thanh làm vợ, mà nhà vua còn xin nhà Thanh hai tỉnh Quảng Đông và Quảng Tây để làm Đô nữa. Nhà vua giao việc này cho một viên tướng tin cậy là Đại Đô đốc Vũ Văn Dũng quê ở Hải Dương. Vũ Văn Dũng mang hai tờ biểu, một tờ cầu hôn, một tờ xin đất làm đô.

Lúc này Vũ Văn Dũng đang nghỉ ở quê nhà trấn Hải Dương. Vua Quang Trung đã hạ sắc chỉ cho họ Vũ như sau:
"Sắc truyền cho Hải Dương Chiêu viễn Đô đốc tướng quân Dực vận công thần Vũ Quốc công được gia phong chức chánh sứ đi sứ nước Thanh, được toàn quyền trong việc đối đáp tâu xin hai tỉnh Quảng Đông và Quảng Tây để dò ý và cầu hôn một vị công chúa để chọc tức. Phải thận trọng đấy! Hình thế trong chuyến dụng binh đều ở chuyến đi này. Ngày khác làm tiên phong (đánh nước Thanh) chính là khanh đấy. Kính thay sắc này!" 
Theo gia phả họ Vũ thì Vũ Văn Dũng cầm đầu sứ đoàn đã đến Yên Kinh và được vào bệ kiến vua Càn Long. Vũ Văn Dũng đã hoàn thành cả hai nhiệm vụ: cầu hôn và xin đất làm đô.
Về vấn đề cầu hôn, Dũng đặt chuyện nói với vua Càn Long rằng: An Nam quốc vương nay đã lớn tuổi mà hôn nhân vẫn chưa định. Ở trong nước thì mọi người đều là thần tử cả, con gái các vua chúa láng giềng, thì quốc vương lại không ưa. Vì vậy phải cầu đại hoàng đế ban cho một vị công chúa làm vương phi.
Về vấn đề xin đất làm đô. Vũ Văn Dũng trình bày: An Nam quốc vương ở một nước hẻo lánh, đường bộ đường thủy đều không tiện, mà vượng khí trong đô cũ đã hết rồi. Vì vậy phải xin hai tỉnh Quảng Đông và Quảng Tây để làm đô.

### Diệt Bùi Đắc Tuyên
Sau khi Quang Trung băng hà, Vũ Văn Dũng ở Bắc Hà, mọi quyền hành đều nằm trong tay Bùi Đắc Tuyên. Năm 1793 Nguyễn Ánh đem quân ra đánh Quy Nhơn. Nguyễn Nhạc cho người ra Phú Xuân cầu cứu. Bùi Đắc Tuyên cử Phạm Công Hưng đem quân vào giải vây cho Quy Nhơn, rồi kéo quân vào thành tịch thu kho tàng và binh khí ở Quy Nhơn. Vua Thái Đức uất giận thổ ra máu mà chết. Trong khi đó Bùi Đắc Tuyên ở Phú Xuân ngày càng chuyên quyền ngang ngược. Sau khi vua Thái Đức chết Tuyên lại càng hống hách không coi ai ra gì nữa. Năm 1795, Tuyên gọi Vũ Văn Dũng ở Bắc Hà về Phú Xuân và cho Ngô Văn Sở (là người phe của Tuyên) ra thay.
Vũ Văn Dũng về đến trạm Hoàng Giang thì gặp Trần Văn Kỷ bị Bùi Đắc Tuyên đày ở đó. Kỷ nói với Dũng rằng: Thái sư chuyên quyền tác oai tác phúc, sẽ là điều bất lợi cho xã tắc; nếu không sớm trừ đi, sau này hối cũng không kịp.
Nghe lời bàn của Trần Văn Kỷ, Vũ Văn Dũng gấp rút dẫn quân về Phú Xuân, bí mật phối hợp với Nguyễn Văn Huấn, Phạm Công Hưng vây bắt Bùi Đắc Tuyên ngay ở cung của vua Cảnh Thịnh. Liền theo đó, Vũ Văn Dũng cho làm chiếu lệnh giả ra Thăng Long bắt Ngô Văn Sở giải về Phú Xuân. Vũ Văn Dũng lại sai vào Quy Nhơn bắt con Bùi Đắc Tuyên là Bùi Đắc Trụ đang giữ chức lưu thú ở đó, cùng đồ đảng hơn mười người, đem dìm xuống sông cho chết cả. Dẹp trừ xong phe Bùi Đắc Tuyên, Dũng cho mời Trần Văn Kỷ ở Hoàng giang về giữ chức Trung thư lệnh như trước.

### Phò vua Cảnh Thịnh

#### Nội bộ chia rẽ
Trần Quang Diệu người của phái Bùi Đắc Tuyên (Bùi Thị Xuân vợ Diệu là cháu Tuyên) lúc này đang đánh nhau với quân Nguyễn Ánh ở Diên Khánh, hay tin tại triều có biến, Diệu cả kinh, mất hết tinh thần chiến đấu. Rồi Diệu bỏ thành Diên Khánh mang quân về Quy Nhơn. Dũng cho Nguyễn Văn Huấn vào Quy Nhơn mưu giết Trần Quang Diệu. Việc không thành Huấn phải trở về Phú Xuân. Diệu cũng mang quân về Phú Xuân đánh Dũng. Diệu đóng quân ở mạn Nam sông Hương. Vũ Văn Dũng hay tin bèn cho dàn quân ở mạn Bắc, định cự lại. Nhờ Nguyễn Văn Huấn ra chịu tội, và nhờ vua Cảnh Thịnh cho Phan Huy Ích đến khuyên giải, mâu thuẫn giữa hai đại tướng mới được thu xếp ổn thỏa. Vua Cảnh Thịnh phải phong cho Diệu làm Thiếu phó, Dũng làm Đại Tư đồ, Nguyễn Văn Huấn, người của Dũng, được phong làm Thiếu bảo. Nguyễn Văn Danh người của Diệu được phong làm Đại Tư mã. Diệu, Danh, Dũng, Huấn là Tứ trụ đại thần, nắm hết quyền chính và tìm cách hại lẫn nhau.
Lê Trung ở Quy Nhơn nghe tin Diệu, Dũng xung đột liền đem quân về Phú Xuân để Uyên thành hầu ở lại giúp Nguyễn Bảo giữ Quy Nhơn. Bảo bắt Uyên thành hầu bỏ ngục rồi chiếm cứ Quy Nhơn. Một mặt sai Đô đốc Đoàn Văn Cát và Nguyễn Văn Thiệu chiếm Phú Yên rồi viết thư xin đầu hàng Nguyễn Ánh, nguyện xin làm tiên phong đi đánh quân Tây Sơn. Được thư của Bảo, Nguyễn Ánh sai Nguyễn Văn Thành đem quân tiếp ứng. Nhưng chưa tới nơi thì Nguyễn Bảo đã bị quân Phú Xuân kéo vào vây bắt ở Quy Nhơn rồi giết chết. Lê Trung là trấn thủ Quy Nhơn cũng bị giết. Lê Chất là một dũng tướng có tài thấy cha vợ là Lê Trung bị giết liền xin hàng Nguyễn Ánh. Một tướng khác ở Quy Nhơn là Lê Văn Trương thấy thế cũng bỏ hàng ngũ Tây Sơn chạy theo Nguyễn Ánh.

#### Chính trị suy đốn
Trong khi triều đình Tây Sơn suy đốn như thế thì các quan lại ở ngoài lại đua nhau bóc lột đục khoét nhân dân. Họ thường đàn áp thẳng tay cựu đảng họ Nguyễn ở Đàng Trong và họ Lê ở Đàng Ngoài, có khi tàn phá cả làng. Quân lính của Tây Sơn bây giờ không giữ kỷ luật như ở thời Quang Trung nữa, thường hay nhũng nhiễu ức hiếp dân chúng. Nhân dân mỗi ngày một thêm chán ghét. Về cuối đời vua Cảnh Thịnh, quan lại của triều đại Tây Sơn thối nát rẻ rúng đến nỗi nhân dân đã có ca dao:
Đô đốc tam thiên đô đốc,
Chỉ huy bát vạn chỉ huy,
Trung úy vệ úy chẳng kể làm chi,
Cai đội phó đội lấy tàu mà chở.
Mười quan thì được tước hầu,
Năm quan tước bá, ai hầu kém ai? 

#### Sai lầm chiến lược
Năm 1799, Quy Nhơn bị chúa Nguyễn Phúc Ánh đánh ngặt, Trần Quang Diệu và Vũ Văn Dũng vào cứu. Do quân lệnh không nghiêm, quân của Võ Văn Dũng thất lợi. Nghe lời gièm của Trần Viết Kiết và Hồ Công Diệu, vua Cảnh Thịnh viết mật thư, lệnh cho Võ Văn Dũng bắt Trần Quang Diệu giết đi. Văn Dũng không nghe, tin cho Quang Diệu biết. Quang Diệu liền dẫn quân về triều xin bắt gian thần trị tội, buộc nhà vua phải giao nộp Trần Viết Kiết, Hồ Công Diệu.
Năm 1800, Trần Quang Diệu và Vũ Văn Dũng cùng vào đánh Quy Nhơn. Năm sau (1801), Chúa Nguyễn đem đại quân ra cứu, phá tan thủy quân Tây Sơn do Vũ Văn Dũng chỉ huy ở cửa biển Thị Nại. Đại bại, Vũ Văn Dũng dẫn tàn quân chạy đến chỗ Trần Quang Diệu, rồi cùng vây thành Quy Nhơn rất ngặt.
Tháng 3 (âm lịch) năm 1802, nghe tin vua Cảnh Thịnh và Đô đốc Bùi Thị Xuân thua trận ở Trấn Ninh (tháng giêng âm lịch năm 1802), Võ Văn Dũng và Trần Quang Diệu đành bỏ thành Quy Nhơn đã chiếm được, đem binh tượng đi đường thượng đạo qua Lào ra Nghệ An định hội quân với vua Cảnh Thịnh.

#### Bại vong
Hạ được thành Quy Nhơn, nhưng quân Tây Sơn ở vào tình thế oái oăm: thắng mà lại bị bao vây. Phía bắc, Lê Văn Duyệt, Lê Chất đem quân từ Quảng Nam, Quảng Ngãi đánh vào. Mặt biển Nguyễn Văn Thành ở Thị Nại đánh lên. Phía nam quân của Tống Viết Phúc, Nguyễn Văn Tánh đánh ra. Diệu và Dũng đành chia quân đi giữ các nơi vừa cầm cự vừa chờ quân cứu viện từ bắc kéo vào.
Lúc này vua Cảnh Thịnh đã thua chạy ra Bắc Hà, truyền lệnh đi các trấn lấy viện binh. Tháng 12 năm 1801, Nguyễn Quang Thùy mang 3 vạn quân vào Nghệ An, vượt sông Gianh đánh quân Nguyễn Ánh. Quân Tây Sơn lại cho một trăm chiến thuyền vào giữ cửa Nhật Lệ. Bùi Thị Xuân cũng mang 5.000 quân bản bộ vào Nghệ An dự chiến.
Quân Tây Sơn đành bỏ Quy Nhơn đem voi chiến đi đường núi qua Lào rút về Bắc. Trên đường hành quân bị quân Nguyễn Ánh vây đánh gây thiệt hại lớn. Vũ Văn Dũng và Trần Quang Diệu theo đường Lào đi đến Quỳ Hợp, xuống Hương Sơn thì quân Nguyễn Ánh đã chiếm Nghệ An. Vũ Văn Dũng, Trần Quang Diệu và Bùi Thị Xuân rút quân về Thanh Chương, quân lính của họ bỏ chạy trốn gần hết. Mấy hôm sau, hai vợ chồng Diệu-Xuân bị bắt. Còn Vũ Văn Dũng đem tàn quân chạy ra Bắc, nhưng đến Nông Cống cũng bị bắt.
Ngày 2 tháng 11 năm 1802 Vũ Văn Dũng bị vua Gia Long hành hình một cách vô cùng dã man.
Tuy nhiên theo ý kiến của Quách Tấn và một số tài liệu khác thì Vũ Văn Dũng là một trong số ít các tướng sống sót khỏi sự tru diệt của Nguyễn Ánh.

## Đánh giá
Vũ Văn Dũng là một đại tướng, nhưng chỉ thành công khi làm việc dưới quyền Nguyễn Huệ.
Vũ Văn Dũng đã không khôn khéo giữ được sự đoàn kết cao trong nội bộ Tây Sơn, do đó đại quân phải hành quân nhiều lần để giải quyết mâu thuẫn nội bộ.
Vũ Văn Dũng và Trần Quang Diệu là những tướng cầm quân thụ động, không có những đối sách hợp lý. Chỉ điều quân theo kiểu "cháy đâu chữa đó". Sai lầm chiến lược lớn nhất của họ là đem đại quân vào đánh Quy Nhơn, cho nên Phú Xuân sơ hở nhử thủy quân của Nguyễn Ánh tiến vào. Khi Phú Xuân đã mất, quân đội Tây Sơn ở Quy Nhơn và Thị Nại sẽ bị hãm vào thế bị bao vây. Sai lầm chiến lược này làm cho triều đại Tây Sơn sụp đổ nhanh hơn.

## Thơ Võ Văn Dũng
Hay tin vua Quang Trung qua đời (1792), tại sân điện vua Thanh, Võ Văn Dũng đã ngất đi. Khi tỉnh dậy, ông đã làm một bài thơ than tiếc nhà vua như sau: 
| Bố y phấn tích ngũ niên trung Kim cổ thi vi sự bất đồng Thiên vị ngô hoàng tăng nhất kỷ Bất ư Đường, Tống thuyết anh hùng. | tạm dịch: Năm năm dấy nghiệp tự thôn nông Thời trước, thời sau khó sánh cùng Trời để vua ta thêm chục tuổi Anh hào Đường, Tống hết khoe hùng |

## Các thông tin khác

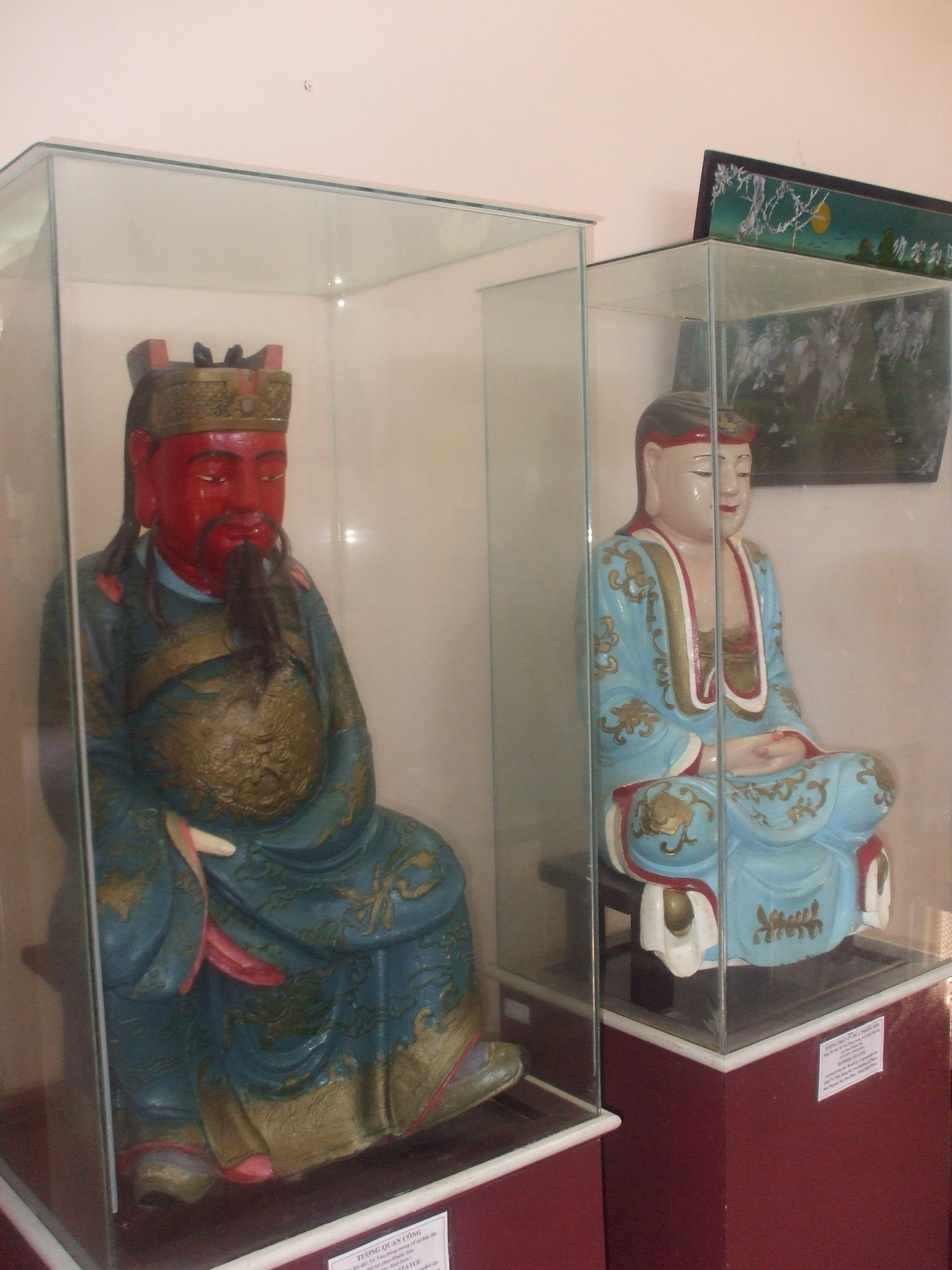
Tượng Quan Công (trái) và tượng Phật (phải) thờ ở chùa Phước Sơn (Tây Sơn) do tướng Võ Văn Dũng mang về từ Bắc Hà, hiện đang được trưng bày tại Bảo tàng Quang Trung (Bình Định).

### Quê quán
Ngoài thông tin Vũ Văn Dũng quê ở Hải Dương thì còn có thông tin khác như sau:
Võ Văn Dũng là người thôn Phú Phong, huyện Tuy Viễn, nay là thôn Phú Mỹ, xã Tây Phú, huyện Tây Sơn, tỉnh Bình Định.
Theo gia phả họ Võ do Võ Thừa Khuông, di duệ đời thứ 9, soạn trên cơ sở những tài liệu cũ, thì thủy tổ của họ Võ ở Phú Mỹ là Võ Văn Của, vốn quê gốc ở Nghệ An đến lập nghiệp tại thôn Phú Lộc (tên cũ của thôn Phú Mỹ) từ thế kỷ 17.
Đến thời thứ hai là Võ Văn Thọ, gia thế đã tương đối khá giả, nên ông này đã xuất tài lực tổ chức việc đắp đập Lộc Đổng và tham gia đắp nhiều đập khác dẫn nước vào đồng ruộng, mở mang kinh tế nông nghiệp, không chỉ cho Phú Mỹ mà còn cho cả nhiều làng xã khác trong vùng.
Đời thứ ba là Võ Văn Khanh. Ông là một người tài trí, có công huân với nhà nước, từng được phong tước nam. Võ Văn Khanh kết duyên cùng Nguyễn Thị Điểm, sinh hai nam là Võ Văn Chỉnh và Võ Văn Dũng. Gia cảnh ông Khanh tương đối khá giả với số ruộng đất 6 mẫu và một ngôi nhà gỗ 12 gian.
- Theo sách Nhà Tây Sơn thì Võ Văn Dũng là con nhà giàu, được cha mẹ rước thầy về dạy văn dạy võ từ nhỏ đến lớn. Văn thì tối, còn võ thì dạy đâu nhớ đó, phải đổi thầy nhiều lần. Đến 20 tuổi, ông theo người buôn ngựa vào Phú Yên, duyên may gặp được lão ông họ Lương ở Tuy Hòa, dạy cho môn trường kiếm và môn đoản đao. Theo lời thầy dặn, Võ dấu kín võ công, ngoài bạn cố giao là Nguyễn Nhạc không ai biết Võ Văn Dũng thuộc hàng cao thủ.[23] Là bạn thân thiết nên khi Nguyễn Nhạc cùng với hai em (Nguyễn Huệ và Nguyễn Lữ) phất cờ khởi nghĩa ở Tây Sơn năm 1771, Võ Văn Dũng đến tham gia ngay từ buổi đầu.

Sau khi chuẩn bị xong, Tây Sơn Vương Nguyễn Nhạc chia quân làm ba đạo, thì Võ Văn Dũng thuộc đạo thứ ba dưới quyền chỉ huy của Trần Quang Diệu. Theo sự phân công, Võ Văn Dũng cùng Cao Tắc Hựu dẫn quân đi đánh Bồng Sơn (thuộc thị xã Hoài Nhơn, Bình Định), nhưng chưa đánh đã lấy được. Sau đó, hai ông ở giữ huyện lỵ này và huyện lỵ Phù Ly mà tướng Diệu cũng vừa chiếm được.
Năm 1778, Nguyễn Nhạc xưng đế tại thành Quy Nhơn, phong Võ Văn Dũng làm Đại Tư khấu. Vừa có tài vừa có chí, lại có nhiều công lao, ông nhanh chóng trở thành một tướng lĩnh của nghĩa quân Tây Sơn, được người đương thời liệt là một trong Tây Sơn thất hổ tướng và là một trong Tứ kiệt.
- Theo lời truyền khẩu của nhân dân Phú Mỹ và một vài sách khác (như Nhà Tây Sơn, Danh tướng Việt Nam) thì ông và Nguyễn Nhạc là đôi bạn thân và tuổi tác thì cũng xấp xỉ nhau. Nhưng theo TS. Đinh Văn Liên, thì Nguyễn Nhạc đáng vai chú, còn Nguyễn Huệ thì đáng vai anh ông. Cũng theo tác giả này, thì Võ Văn Dũng học văn và võ tại trường thầy giáo Trương Văn Hiến (tức đồng môn với ba anh em Tây Sơn), cho đến khi cha mẹ ông đều lần lượt qua đời, ông mới phải bỏ nhà đi kiếm sống. Làm tướng cướp một thời gian thì bất ngờ gặp Nguyễn Huệ. Nghe lời chiêu dụ, ông về đầu quân Tây Sơn.[25]
- Theo Địa chí Bình Định thì Võ Văn Dũng là người Phú Phong, và tổ tiên ông đến đấy lập nghiệp đã được mấy đời. Vốn là một người thông minh, có chí khí, lại được sống trong một gia đình khá giả, lại hay đi đây đi đó nên ông có điều kiện được học hành và có hiểu biết rộng. Đặc biệt, ông rất giỏi võ nghệ, một phần là sự kế thừa truyền thống thượng võ của quê hương, một phần chính là sự nỗ lực rèn luyện của bản thân, bao gồm đủ các môn cung, đao, kiếm... Là một người có tinh thần trách nhiệm cao với gia đình, với họ tộc nên mặc dù là con thứ, Võ Văn Dũng vẫn được ông Võ Văn Khanh trao quyền thừa tự. Tại quê hương Phú Mỹ, Võ Văn Dũng đã lập gia đình và sinh được 6 người con gồm 4 trai và 2 gái.[22]
- Theo Quách Tấn (quê ở Tây Sơn) thì ở trận Rạch Gầm-Xoài Mút, tướng Võ Văn Dũng cùng Nguyễn Huệ chỉ huy thủy quân, Trần Quang Diệu-Bùi Thị Xuân điều khiển bộ binh (Nhà Tây Sơn, tr. 97). Tuy nhiên, thông tin này chưa được xác minh và cũng chưa tìm thấy ở tài liệu khác.

### Bị vây bắt
Theo sử liệu, phần thì do đường đi hết đèo lại dốc, nhiều lam sơn chướng khí, rắn độc thú dữ, và phần thì bị những thổ ty theo Nguyễn như Hà Công Thái, Nguyễn Đình Ba... đột kích nên khi đến Nghệ An đoàn tùy tùng của Võ Văn Dũng và Trần Quang Diệu chỉ còn ba bốn mà hầu hết đều bị sốt rét rừng. Trần Quang Diệu bị phù thũng, đi đứng rất khó khăn phải nằm trên cáng.
Đến Hương Sơn, lại bị hai tướng nhà Nguyễn là Võ Doãn Văn, Lê Đức Định dẫn quân đến đánh. Trở tay không kịp, quân Tây Sơn bị giết sạch. Võ Văn Dũng, Trần Quang Diệu cùng các bộ tướng là Từ Văn Chiêu, Nguyễn Văn Giáp, Lê Văn Điềm, Nguyễn Văn Miên đều bị bắt.
Ở Diễn Châu, Bùi Thị Xuân hay tin liền đem nữ binh đi giải cứu. Đến Giáp Sơn thì giải cứu được. Nhưng chạy đến sông Thành Chương thì lại bị quân đối phương chận đánh. Vì yếu thế hơn, đoàn nữ binh lớp bị chết, lớp bị bắt, chỉ có Bùi Thị Xuân, Trần Quang Diệu và Võ Văn Dũng chạy thoát. Song Trần Quang Diệu kiệt sức đi không nổi nữa. Bùi Thị Xuân vì phải lo bảo vệ chồng không thể chống trả được, nên cả hai đều bị bắt. Chỉ mỗi mình Võ Văn Dũng chạy thoát, nhưng đến xã Ngọ Xá (Nông Cống, Thanh Hóa) thì ông bị Phạm Ngọc Phát, Phạm Ngọc Thụy kéo dân địa phương ra vây bắt lại.

#### Hậu duệ
Sử nhà Nguyễn chép rằng, ngày 2 tháng 11 năm 1802, Võ Văn Dũng bị giết cùng với nhiều tướng lĩnh Tây Sơn khác. Tuy nhiên, nhiều hậu duệ họ Võ lại tin rằng ông đã chạy thoát được. Sau, ông quay về vùng An Khê (nay thuộc Gia Lai) sống ở đó cho đến năm 90 tuổi mới mất.
Năm 1907, con cháu Võ Văn Dũng đã đem hài cốt của ông (?) về cải táng tại quê nhà là làng Phú Phong.
Hiện nay, hàng năm đến ngày mùng 8 tháng 2 âm lịch, con cháu dòng tộc Võ lại tập trung tại Từ đường Võ Văn Dũng ở thôn Phú Mỹ để cùng làm lễ cúng tổ tiên và lễ giỗ cho ông.
Một số thông tin dân gian thì cho rằng sau khi Võ Văn Dũng và nhà Tây Sơn thất bại, con cháu họ Võ của ông bị nhà Nguyễn đày tới vùng biên giới Thất Sơn (An Giang), những người còn lại ở thì đổi sang họ Vũ rồi trốn ở Hải Dương, Hải Phòng... Các thế võ cổ truyền ở vùng Thất Sơn (Thất Sơn thần quyền) có mang dáng dấp của võ Tây Sơn có lẽ cũng do nguyên nhân này.

## Sách tham khảo
- Nguyễn Thu, Lê quý kỷ sự, Nhà xuất bản Khoa học xã hội, Hà Nội, 1974
- Nhiều tác giả, Ngô Thì Nhậm, con người và sự nghiệp, Ty văn hóa - Thông tin Hà Tây, 1974
- Văn Tân, Cách mạng Tây Sơn, Nhà xuất bản Văn sử địa, Hà Nội, 1958
- Trần Trọng Kim, Việt Nam sử lược. Nhà xuất bản Tân Việt, Sài Gòn, 1968.
- Quách Tấn-Quách Giao, Nhà Tây Sơn. Bảo tàng Quang Trung (Bình Định) xuất bản, 2002.
- Trịnh Vân Thanh, Việt Nam thành ngữ điển tích danh nhân từ điển (quyển 2). Nhà xuất bản Hồn Thiêng, Sài Gòn, 1967.
- Phan Trần Chúc, Triều Tây Sơn. Nhà xuất bản VH-TT, năm 2003.
- Nguyễn Khắc Thuần, Danh tướng Việt Nam (tập 3). Nhà xuất bản Giáo dục, 2005.
- Nguyễn Q. Thắng & Nguyễn Bá Thế, Từ điển nhân vật lịch sử Việt Nam. Nhà xuất bản KHXH, Hà Nội, 1992.
- Đinh Văn Liên, Bình Định: Đất võ trời văn. Nhà xuất bản. Trẻ, 2008.
- Phạm Minh Thảo, Bắc Bình Vương. Nhà xuất bản VH-TT, 2008.